# Spark Unlimited
Spark Unlimited, con sede principal en Sherman Oaks, California, fue un desarrollador de videojuegos fundado por antiguos desarrolladores la franquicia de Medal of Honor para PC y consola. Fueron mejores conocido por desarrollar el videojuego Call of Duty: Finest Hour.
El estudio terminó trabajando en el juego de disparos en primera persona Legendary utilizando el Unreal Engine 3 para Gamecock Media Group. La compañía pertenecía en su totalidad por empleados.

## Perfil de la compañía
Sark Unlimited tiene una puntuación media de Metacritic de 53 puntos de 100. GameCentral llamó al juego más juego reciente de la compañía, Yaiba: Ninja Gaiden Z, una carrera peor y una buena posibilidad de ser el peor juego del 2014.
Spark ha despedido oficialmente a todos sus empleados, y cerró en mayo del 2015.

## Juegos por Spark Unlimited
| Título del juego               | Año de lanzamiento | Las plataformas liberaron   | Porcentaje de crítica de Metacritic |
| ------------------------------ | ------------------ | --------------------------- | ----------------------------------- |
| Yaiba: Ninja Gaiden Z          | 2014               | PlayStation 3 Xbox 360PC    | 43%                                 |
| Lost Planet 3                  | 2013               | PlayStation 3 Xbox 360PC    | 58%                                 |
| Legendary                      | 2008               | PlayStation 3 Xbox 360PC    | 47%                                 |
| Turning Point: Fall of Liberty | 2008               | PlayStation 3 Xbox 360PC    | 42%                                 |
| Call of Duty: Finest Hour      | 2004               | PlayStation 2 Xbox GameCube | 73%                                 |